# Petty France
Petty France – osada w Anglii, w hrabstwie ceremonialnym Gloucestershire, w dystrykcie (unitary authority) South Gloucestershire. Leży 23 km na północny wschód od miasta Bristol i 152 km na zachód od Londynu.